# Le Bersac
 Le Bersac  es una comuna y población de Francia, en la región de Provenza-Alpes-Costa Azul, departamento de Altos Alpes, en el distrito de Gap y cantón de Serres. Está integrada en la Communauté de communes du Serrois.

## Demografía
| 125 | 112 | 102 | 118 | 97 | 134 |
| Para los censos de 1962 a 1999 la población legal corresponde a la población sin duplicidades (Fuente: INSEE [Consultar]) |     |     |     |    |     |